# Thouarella (Diplocalyptra) parva
Thouarella (Diplocalyptra) parva is een zachte koraalsoort uit de familie Primnoidae. De koraalsoort komt uit het geslacht Thouarella. Thouarella (Diplocalyptra) parva werd in 1908 voor het eerst wetenschappelijk beschreven door Kinoshita. 